# 2 heures de perdues
2 Heures de Perdues, aussi connu sous le nom de 2HDP, est un podcast audio français traitant de cinéma sur un mode humoristique.

## Concept
Le podcast reprend le même concept que l'émission américaine How Did This Get Made? (en). Il est créé en 2014.
Chaque mercredi, l'équipe chronique un long-métrage de cinéma avec un ton « irrésistiblement irrévérencieux » selon Antoine De Caunes. L'émission dure entre une et deux heures. Dans un premier temps le film est introduit, notamment à l'aide d'un passage audio de sa bande-annonce, avant que chaque membre ne donne son avis puis que l'équipe ne s'affaire à retracer la chronologie du film. Les scènes les plus marquantes — aux yeux des chroniqueurs — sont ensuite analysées avec parfois des extraits sonores de l’œuvre traitée. L'émission se conclut sur une revue de critiques postées en ligne par des utilisateurs d'Amazon et/ou d'Allociné puis par le tirage au sort des deux prochains films chroniqués.
De l'aveu des créateurs, il s'agit de « te faire patienter dans les transports ou te faire marrer sur ton vélo elliptique que t'assumes pas ». Différents médias notent effectivement le ton humoristique et la mauvaise foi qui caractérisent l'émission,,,.
Le dernier épisode est diffusé le 5 juin 2024 lors d'une émission enregistrée le 31 mai 2024 à l'Olympia à Paris. Le film tiré au chapeau à cette occasion est Star Wars: Le retour du Jedi. Les participants à cet épisode étaient : Greg, Julie, Michael, Olivier et Sarah avec de nombreux invités.

### Émission dérivée
À l'automne 2018, le podcast est adapté au format télévisuel court (22 minutes) sur la chaîne Paramount Channel. L'émission se nomme 1 Film, 1 After. L'émission s'arrête en juillet 2021.

## Membres

### Membres actuels
- Julie Anna Grignon
- Sarah Grau
- Olivier Duverger Vaneck  (depuis la saison 4)
- Léa Grau (depuis la saison 5)
- Jérôme Coïc (depuis la saison 5)

### Anciens membres
- Antoine Piombino[17] (saisons 1 à 8; occasionnel depuis la saison 9)
- Michael Moretto[18] (saison 1 à 4 ; occasionnel depuis saison 5)
- Barbara Duboc-Nouelle (saison 1 à 2 ; occasionnelle saison 3)
- Greg Cook (saison 1 à 3 ; occasionnelle saison 10)[19]
- Eve Saint-Louis (occasionnelle depuis la saison 5)

## Invités
L'émission a accueilli de nombreux invités du monde de la culture francophone. La plupart du temps, ces personnes ont le choix du film qui va être traité, à de rares exceptions près.
| Date             | Invité                                                | Film traité                         |
| ---------------- | ----------------------------------------------------- | ----------------------------------- |
| 7 septembre 2016 | Maël et J-Boite (Y a plus d’pelloche)                 | Harry Potter à l’école des sorciers |
| 16 novembre 2016 | Maxime Musqua                                         | Un Indien dans la Ville             |
| 23 novembre 2016 | Nanarland                                             | Whitefire                           |
| 18 janvier 2017  | Les Démons du Midi                                    | Street Fighter                      |
| 8 février 2017   | Lâm Hua                                               | Suicide Squad                       |
| 22 février 2017  | Pierre Langlais                                       | Charlie's Angel                     |
| 8 mars 2017      | Lucien Maine et Cloé (La Pièce)                       | Dancer in the Dark                  |
| 19 avril 2017    | Thomas Gayet et Benoit Lebreau (Topito)               | Volte-Face                          |
| 3 mai 2017       | François Descraques                                   | Dreamcatcher                        |
| 17 mai 2017      | Boulet                                                | Assassin's Creed                    |
| 31 mai 2017      | Eric Libiot                                           | Rio Bravo                           |
| 14 juin 2017     | Guilhem et Pierre (Le Club)                           | Saw                                 |
| 5 juillet 2017   | Florent Bernard                                       | Bad Boys 2                          |
| 13 décembre 2017 | Thomas Hercouët                                       | Alice au Pays des Merveilles        |
| 31 janvier 2018  | Ben Renaut                                            | Armageddon                          |
| 28 février 2018  | Yann Olejarz et Marie Casabonne (Panic! Cinéma)       | The Room                            |
| 11 avril 2018    | Renan Cros                                            | Femme Fatale                        |
| 18 avril 2018    | Fethi Maayoufi                                        | Rambo                               |
| 24 octobre 2018  | Henry Michel (Riviera Détente)                        | Sous le soleil                      |
| 9 janvier 2019   | Renan Cros et Charline Roux                           | Moulin Rouge                        |
| 23 janvier 2019  | Renan Cros et Charline Roux                           | Donnie Darko                        |
| 17 avril 2019    | Monsieur Poulpe                                       | Le Pic de Dante                     |
| 1er mai 2019     | Florent Bernard et Adrien Ménielle                    | Ready Player One                    |
| 6 octobre 2021   | Antoine de Caunes et Charline Roux                    | Transfomers                         |
| 31 mai 2023      | Yohan, Jean-Baptiste et Julie du podcast Culture 2000 | Gatsby le Magnifique                |
| 18 octobre 2023  | Renan Cros                                            | Tenet                               |
| 8 novembre 2023  | François Descraques                                   | Cats                                |
| 10 janvier 2024  | Boulet                                                | SOS Fantômes                        |
| 17 janvier 2024  | Boulet                                                | The Taste of Tea                    |
| 7 février 2024   | Charline Roux                                         | Basil, détective privé              |
| 14 février 2024  | Charline Roux                                         | Her                                 |
| 3 avril 2024     | Manon Bril                                            | Hercule                             |
| 10 avril 2024    | Manon Bril                                            | Abyss                               |
| 17 avril 2024    | Ben Renaut                                            | John Wick                           |